# Tetratheca juncea
Tetratheca juncea är en tvåhjärtbladig växtart som beskrevs av James Edward Smith. Tetratheca juncea ingår i släktet Tetratheca och familjen Elaeocarpaceae. Inga underarter finns listade i Catalogue of Life.